# NGC 6702
NGC 6702 (również PGC 62395 lub UGC 11354) – galaktyka eliptyczna (E), znajdująca się w gwiazdozbiorze Lutni. Odkrył ją Heinrich Louis d’Arrest 8 września 1863 roku.
W galaktyce tej zaobserwowano supernową SN 2002cs.